# NGC 1978
NGC 1978 је расејано звездано јато у сазвежђу Златна риба које се налази на NGC листи објеката дубоког неба.
Деклинација објекта је - 66° 14' 14" а ректасцензија 5h 28m 45,2s. Привидна величина (магнитуда) објекта NGC 1978 износи 10,7 а фотографска магнитуда 10,7. NGC 1978 је још познат и под ознакама ESO 85-SC90.